# FDIR
FDIR ist die Abkürzung für Fault-Detection, Fault-Isolation and Recovery Techniques, manchmal auch Fault-Detection, Fault-Isolation and Restoration/Reconfiguration und manchmal, je nach Schärfe der Definition, auch als Fault Detection and Exclusion (FDE) oder Error Detection and Correction (EDAC) bezeichnet. 
Beispielsweise versucht man Softwaresysteme mit Selbstheilungsalgorithmen auszustatten. Das Programm soll ohne Eingriff von außen in der Lage sein, Ausfälle zu erkennen (fault-detection, Watchdog). Im nächsten Schritt versucht das System, den Fehler einzukreisen und zu bestimmen (fault-isolation, beispielsweise Ausschalten defekter Komponenten), um dann geeignete Korrekturen durchzuführen (recovery, zum Beispiel Umschalten auf Ersatzkomponenten und Systemneustart). 
Ein weiteres Beispiel ist die fehlertolerante Kodierung von Daten, beispielsweise mit einem Hamming-Code und Prüfsumme. Einzelne fehlerhafte Bits in Datenwörtern können erkannt und korrigiert werden. Bei steigender Fehlerdichte versagt zunächst die Korrektur, anschließend die Lokalisierung falscher Datenworte, schließlich das Erkennen von Fehlern generell.
Autonom arbeitende Systeme wie Satelliten sind bereits rudimentär mit FDIR-Techniken ausgestattet. Liefert beispielsweise ein Sensor unerwartete Daten, erkennt das System ihn als Fehlerursache, schaltet ihn ab und aktiviert redundante Komponenten.